# Saint-Pierre-de-Vassols
Saint-Pierre-de-Vassols – miejscowość i gmina we Francji, w regionie Prowansja-Alpy-Lazurowe Wybrzeże, w departamencie Vaucluse.
Według danych na rok 1990 gminę zamieszkiwało 407 osób, a gęstość zaludnienia wynosiła 83 osoby/km² (wśród 963 gmin regionu Prowansja-Alpy-W. Lazurowe Saint-Pierre-de-Vassols plasuje się na 514. miejscu pod względem liczby ludności, natomiast pod względem powierzchni na miejscu 801.).

## Populacja

Populacja Saint-Pierre-de-Vassols w latach 1962-2008